# Pacto de no agresión germano-letón

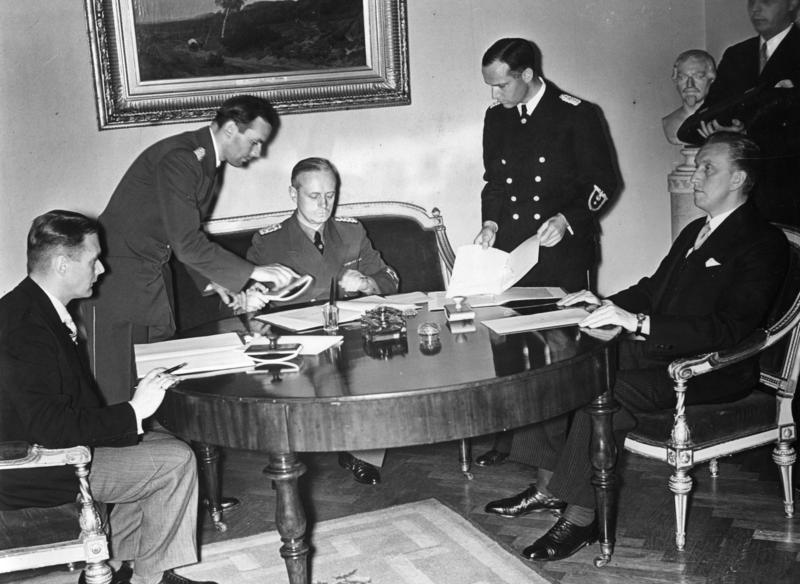
Firma de los pactos de no agresión entre Alemania y Estonia y entre Alemania y Letonia. Sentados desde la izquierda: Vilhelms Munters, Ministro de Asuntos Exteriores de Letonia, Joachim von Ribbentrop, Ministro de Asuntos Exteriores de Alemania; Karl Selter, Ministro de Asuntos Exteriores estonio.

El Pacto de no agresión germano-letón se firmó en Berlín el 7 de junio de 1939.
A la luz del avance alemán en el este, el gobierno soviético exigió una garantía anglo-francesa de la independencia de los países bálticos durante las negociaciones para una alianza con las potencias occidentales. Los gobiernos de Letonia y Estonia, siempre recelosos de las intenciones soviéticas, decidieron aceptar un pacto mutuo de no agresión con Alemania. Los pactos de no agresión germano-estonios y germano-letones fueron firmados en Berlín el 7 de junio de 1939 por el ministro de Relaciones Exteriores de Letonia, Vilhelms Munters, y el ministro de Relaciones Exteriores de Alemania, Joachim von Ribbentrop. Al día siguiente, Adolf Hitler recibió a los enviados de Estonia y Letonia y, en el transcurso de sus entrevistas, destacó el mantenimiento y fortalecimiento de los vínculos comerciales entre Alemania y los países bálticos. Las ratificaciones del pacto se intercambiaron en Berlín el 24 de julio de 1939 y entró en vigor el mismo día. Fue registrado en la Serie de Tratados de la Sociedad de Naciones el 24 de agosto de 1939 y estaba destinado a un período de diez años.
Los pactos estaban destinados a evitar que las potencias occidentales o soviéticas ganaran influencia en los estados bálticos y, por lo tanto, rodearan a Alemania. En marzo se firmó un pacto de no agresión con Lituania después del ultimátum alemán a Lituania de 1939 con respecto a la región de Klaipėda. Los estados debían proporcionar una barrera contra cualquier intervención soviética en una guerra germano-polaca planificada.
Alemania ofreció firmar pactos de no agresión con Estonia, Letonia, Finlandia, Dinamarca, Noruega y Suecia el 28 de abril de 1939. Suecia, Noruega y Finlandia rechazaron la propuesta. Los primeros borradores se prepararon la primera semana de mayo, pero la firma de los tratados se retrasó dos veces por las solicitudes de aclaración de Letonia.